# Municipio de Temoaya
El municipio de Temoaya es uno de los 125 municipios del Estado de México, según el censo del 2020 tiene una población total de 105,766 habitantes. Su cabecera municipal es Temoaya y fue declarada Pueblo con Encanto por el Gobierno del Estado de México, el día 31 de marzo del 2023.

## Toponimia
El municipio y la cabecera llevan el nombre de Temoaya,  el origen de esta palabra proviene de la palabra náhuatl Temoayan, que significa «lugar donde se desciende» o «cuesta abajo».

## Geografía
El municipio pertenece a la Región VI Ixtlahuaca que comprende los municipios de: Almoloya de Juárez, Ixtlahuaca, Jiquipilco, Otzolotepec, San Felipe del Progreso y Temoaya.
El municipio se encuentra en el centro del estado y limita al norte con los municipios de Jiquipilco y Nicolás Romero; al sur con los municipios de Toluca y Otzolotepec; al este con los municipios de Isidro Fabela y Otzolotepec; y al oeste con los municipios de Ixtlahuaca y Almoloya de Juárez.

### Geología
La parte sur del municipio se encuentra dentro del Valle de Toluca, con un relieve generalmente plano, y la parte norte se encuentra dentro del sistema montañoso Sierra de Monte Alto-Las Cruces, con un relieve desigual. La altura mínima del municipio se encuentra a 2,570 msnm, mientras que la altura máxima se encuentra a 3,720 msnm.
El municipio se encuentra dentro del Eje Neovolcánico y las rocas que predominan en el municipio son rocas piroclásticas, abundando la Toba y la Andesita.

### Uso del suelo
Para el año 2006 el 59.16% del territorio municipal se destinaba para la agricultura, el 17.20% eran zonas forestales, el 7.38% eran zonas urbanas, el 5.46% eran cuerpos de agua como arroyos o embalses, el 5.19% se destinaba para uso pecuario, el 1.87% se identificó como suelos erosionados y el 3.29% se destinaba para otras prácticas.

### Clima
En el municipio predomina el clima templado subhúmedo. La temperatura promedio anual en el municipio es de 13.4 °C, con una temperatura máxima de 17.5 °C y una temperatura mínima de 8.5 °C. Los meses con más lluvias son junio, julio y agosto.

### Hidrografía
El municipio forma parte de la Región Hidrológica Lerma-Chapala-Santiago. El Rio Lerma cruza el municipio en su parte sur, alimentando la Presa José Antonio Alzate. En el norte del municipio se encuentran diversos manantiales como el Capulín, Caballero, Santiago, Tres Ojuelos, Agua Blanca y La Pila.

### Fauna
A pesar de que la fauna silvestre ha estado desapareciendo por el deterioro ecológico en el municipio aún se pueden encontrar cacomixtles, ardillas, conejos, liebres, tlacuaches, tecolotes, lechuzas, y en algunos bordos aún se pueden encontrar acociles, ajolotes y carpas.

## Economía

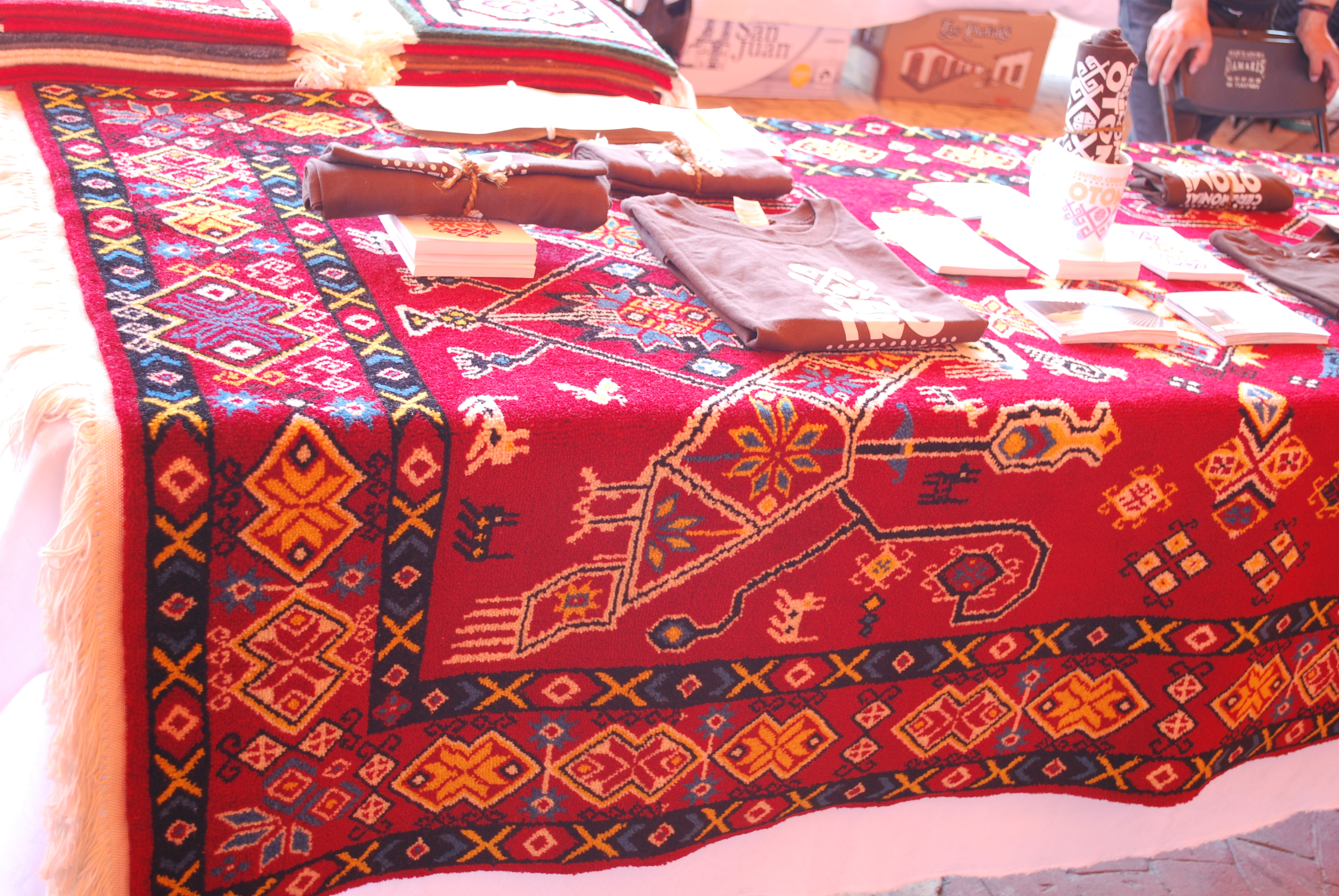
Tapete anudado a mano.

El producto Interno Bruto del Municipio de Temoaya en 2020 fue de 1,029.89 millones de pesos, siendo el sector servicios y comercio el que aporto más con el 65% seguido por el sector agropecuario con el 19% y al final la industria con el 11%. El 70.47% de la población económicamente activa trabaja en el sector de los servicios y comercio, el 23.21% trabaja en la industria y el 6.32% trabaja en sector agropecuario.
En el ramo textil se da la manufactura de chincuetes, sarapes, fajas, tejidos, ayates, bordados, gabanes y deshilados. El municipio se caracteriza por la elaboración de tapetes de lana estilo persa, anudados a mano con demanda y reconocimiento nacional e internacional. 
En el municipio también se elaboran vasijas y utensilios de barro, licores artesanales, juguetes de madera, productos lácteos, productos de herrería y productos para la construcción.

## Demografía
El municipio de Temoaya tiene una población de 105,766 habitantes, según el Censo de Población y Vivienda de 2020. De los cuales 54,234 son mujeres y 51,532 son hombres. De ellos, 24.67% habla alguna lengua indígena.
| Evolución demográfica del municipio de Temoaya |        |         |
| 2000                                           | 2010   | 2020    |
| 69 306                                         | 90 010 | 105 766 |

### Principales Localidades

Principales localidades del municipio de Temoaya.

| Localidades con más de 1000 habitantes | Población |
| Total Municipio                        | 105 766   |
| San Pedro Arriba                       | 7 476     |
| San Lorenzo Oyamel                     | 6 852     |
| Fraccionamiento Rinconada del Valle    | 6 764     |
| San Pedro Abajo                        | 5 435     |
| Molino Abajo                           | 5 119     |
| Enthavi                                | 4 619     |
| Hacienda las Trojes                    | 4 393     |
| Jiquipilco el Viejo                    | 3 965     |
| San Diego Alcalá                       | 3 849     |
| Temoaya                                | 3 630     |
| Ejido de Taborda                       | 3 321     |
| Ejido de Dolores                       | 2 774     |
| Llano de la Y                          | 2 765     |
| San José Buenavista el Grande          | 2 707     |
| San José Comalco                       | 2 378     |
| San Pedro Arriba 3ra. Sección          | 2 019     |
| Pothé                                  | 1 908     |
| Ejido de Allende                       | 1 875     |
| San José las Lomas                     | 1 702     |
| Solalpan 1ra. Sección                  | 1 597     |
| San José Pathé                         | 1 556     |
| La Cañada                              | 1 552     |
| Tierra Blanca                          | 1 467     |
| Calle Real                             | 1 402     |
| La Magdalena Tenexpan                  | 1 381     |
| Tlaltenanguito                         | 1 126     |
| Loma de Progreso                       | 1 110     |
| Ranchería las Lomas                    | 1 053     |
| Tlaltenango Abajo                      | 1 042     |
| San Antonio del Puente                 | 1 001     |

## Cultura

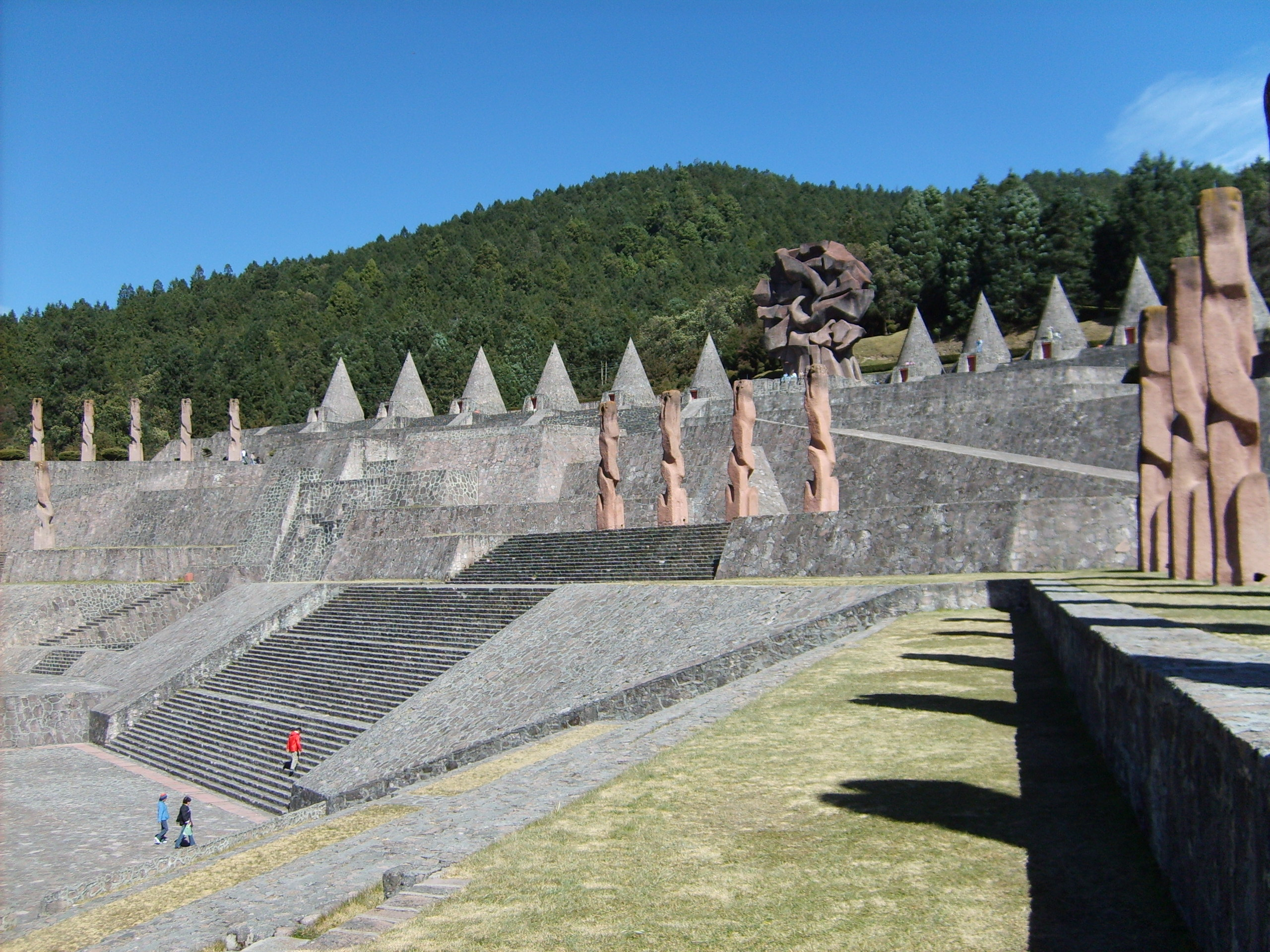
Centro Ceremonial Otomí.

El  Centro Ceremonial Otomí es un recinto religioso abierto que muestra la presencia de la etnia mexiquense otomí, fue establecido en 1980 con el objetivo de proporcionar un espacio para preservar las tradiciones del pueblo otomí, así como para fomentar el desarrollo de la región por medio del turismo, que es patrimonio cultural de la humanidad.